# Бальденайзе
Бальденайзе (нем. Baldeneysee) — водохранилище на реке Рур в южной части города Эссен (федеральная земля Северный Рейн-Вестфалия). Площадь поверхности — 2,64 км².
Водохранилище Бальденайзе является тематическим пунктом «Путь индустриальной культуры» Рурского региона.

## История
Идею создания водохранилища на Руре в 1927 году выдвинул тогдашний коммерческий директор Рурского Союза Карла Имхоффа. С июля 1931 по март 1933 года была сооружена плотина в районе Верден города Эссен. Водохранилище создавалось с целью выполнения роли отстойника взвешенных частиц — вследствие уменьшения скорости течения Рура происходило самоочищение воды. Это помогало решить проблему водоснабжения, когда потребности в питьевой воде быстро росли, а загрязнение Рурской воды постоянно увеличивалось.
Своё наименование водохранилище получило по имени замка Бальденай, возле которого первоначально планировалось строить плотину. Однако, ввиду того, что уклон русла Рура в этом месте незначителен, то решено было строить плотину в Вердене, что позволяло увеличить объёмы производимой электроэнергии. Образовавшееся водохранилище протянулось от Вердена до Хайзингена.
На первых порах работы по созданию водохранилища вызывали протест местного населения, так как при этом исчезала любимая ими долина Рура. Поскольку водохранилище должно было разместиться на землях, которые принадлежали семейству Круппов, то пришлось получать разрешение у Густава Круппа фон Болена. Густав Крупп дал разрешение, но с одним условием — чтобы водохранилище было видно из окон его виллы.
Рабочие для строительства нанимались на основе добровольной трудовой повинности и зарабатывали всего 1-1,8 рейхсмарки в день плюс одноразовое горячее питание. Одновременно на стройке трудилось 2000 рабочих. Строительство велось самым примитивным ручным инструментом.
В феврале 1933 года проводится пробное запруживание Рура. В мае 1933 года запускается плотинная гидроэлектростанция и объект сдаётся в полном объёме. 1 мая создается «Транспортное общество Бальденай», которое обеспечивает паромную переправу через водохранилище. На балансе у общества числилось 3 парома и 3 прогулочных корабля. В связи с созданием нового шлюза старый шлюз, сооруженный на Руре ещё во 2-й половине XVIII века, выводится из эксплуатации.

## Технические данные
- Ширина шлюза — 6 м
- Высота шлюза — 8,7 м
- Длина шлюза — 42,45 м
- Тип гидрогенераторов — турбина Каплана
- Количество и мощность гидрогенераторов — 2×10 МВт
- Расход турбин — 150 м³/сек
- Среднегодовая выработка — 28 млн кВт•ч
- Средняя глубина водохранилища — 3,14 м
- Объём водохранилища в 1933 году — 8,3 млн м³
- Объём водохранилища в 1983 году — 6,5 млн м³ (объем уменьшился из-за уменьшения глубины вследствие отложения осадка)
- Объём водохранилища в 2011 году — 7,6 млн м³ (в апреле 1983 — мае 1984 годов были выполнены работы по углублению водохранилища)[3]